# 862
Раннє Середньовіччя •  Епоха вікінгів •  Золота доба ісламу •  Реконкіста

## Геополітична ситуація
У Східній Римській імперії триває правління Михаїла III. Володіння Каролінгів розділені на п'ять королівств: Західно-Франкське королівство, Східно-франкське королівство, Лотарингію, Італію та Прованс. Північ Італії належить Італійському королівству, Рим і Равенна під управлінням Папи Римського, герцогства на південь від Римської області незалежні, деякі області на півночі та на півдні належать Візантії. Піренейський півострів, окрім Королівства Астурія та Іспанської марки, займає Кордовський емірат. Вессекс підпорядкував собі більшу частину Англії, почалося вторгнення данів. Існують слов'янські держави: Перше Болгарське царство, Велика Моравія, Блатенське князівство.
Аббасидський халіфат очолив аль-Мустаїн. У Китаї править династія Тан. Значними державами Індії є Пала, Пратіхара, Чола. В Японії триває період Хей'ан. Хозарський каганат підпорядкував собі кочові народи на великій степовій території між Азовським морем та Аралом. Територію на північ від Китаю захопили єнісейські киргизи.
На території лісостепової України в IX столітті літописці згадують слов'янські племена білих хорватів, бужан, волинян, деревлян, дулібів, полян, сіверян, тиверців, уличів. У Північному Причорномор'ї співіснують різні кочові племена, зокрема булгари, хозари, алани, тюрки, угри, кримські готи. Херсонес Таврійський належить Візантії. У Києві правлять Аскольд і Дір.

## Події
- Вікінги продовжують нападати на землі франків, і король Західного Франкського королівства Карл Лисий намагається організувати оборону від грабіжницьких походів. Тим часом його син Людовик II Заїка таємно одружився проти волі батька.
- Аббасидським халіфом став аль-Мустаїн.
- Костянтин став королем Шотландії.
- Вірменів очолив Ашот І Великий із роду Багратидів.
- Рюрик став правити у Новгороді.
- Цим роком у Повісті врем'яних літ уперше згадується місто Муром.
- Бертинські аннали повідомляють про перший напад угрів на германські землі.